# Syngnathoidei
Sous-ordre
Synonymes
l'ordre Syngnathiformes
Les Syngnathoidei sont un sous-ordre de poissons téléostéens.

## Systématique
Ce sous-ordre de poissons n'est pas reconnu par tous les auteurs :
- ITIS et NCBI le reconnaissent et le placent sous l'ordre des Gasterosteiformes ;
- FishBase ne le reconnait pas et place ces familles sous les ordres des Syngnathiformes ou des Gasterosteiformes.

## Liste des familles
| Selon ITIS : - ordre Gasterosteiformes - sous-ordre Gasterosteoidei - sous-ordre Syngnathoidei - Aulostomidae (poissons trompette) (placé par FishBase sous Syngnathiformes, selon NCBI sous Gasterosteoidei) - Centriscidae (poissons crevette) (placé par FishBase sous Syngnathiformes) - Fistulariidae (poissons cornet) (placé par FishBase sous Syngnathiformes) - Indostomidae (placé par FishBase sous Gasterosteiformes) - Macroramphosidae (poissons bécasse) (non reconnu par FishBase qui place ces genres dans Centriscidae) - Pegasidae (poux de mer) (placé par FishBase sous Gasterosteiformes) - Solenostomidae (poissons-tube fantômes) (placé par FishBase sous Syngnathiformes) - Syngnathidae (poissons-tube et hippocampes) (placé par FishBase sous Syngnathiformes) | Selon FishBase : - ordre Gasterosteiformes - famille Aulorhynchidae - famille Gasterosteidae - famille Hypoptychidae - famille Indostomidae - famille Pegasidae - ordre Syngnathiformes - famille Aulostomidae - famille Centriscidae - famille Fistulariidae - famille Solenostomidae - famille Syngnathidae |

Selon NCBI :
- ordre Gasterosteiformes
  - sous-ordre Gasterosteoidei
    - famille Aulorhynchidae (placé par FishBase sous Gasterosteiformes)
    - super-famille Aulostomoidea
      - famille Aulostomidae (placé par ITIS sous Syngnathoidei, selon FishBase sous Syngnathiformes)

    - famille Gasterosteidae (placé par FishBase sous Gasterosteiformes)
    - famille Hypoptychidae (placé par FishBase sous Gasterosteiformes)

  - sous-ordre 'Syngnathoidei'
    - famille Centriscidae
    - famille Fistulariidae
    - famille Pegasidae
    - super-famille Syngnathoidea
      - famille Indostomidae
      - famille Solenostomidae
      - famille Syngnathidae